# 乌兰道希浑迪
乌兰道希浑迪，位于中华人民共和国内蒙古自治区锡林郭勒盟东乌珠穆沁旗中部的一条干河，发源于道特淖尔镇汗敖包嘎查以西的浑敖包图山，蜿蜒向北，经萨麦苏木陶森宝拉格嘎查、嘎海乐苏木吉仁宝拉格嘎查等地，于巴润额仁（山）以西注入伊和沙巴尔诺尔。河长92.1千米，流域面积2622.27平方千米，河道平均比降2.77‰。乌兰道希浑迪平时无水，仅在汛期发生洪水时才有水流汇入伊和沙巴尔诺尔。下游河床不明显，有部分沼泽地。流域水草丰美，为当地牧业基地。